# Hétfő
A hétfő a hét – a napjainkban általános, Európa keresztény részein szokásos felosztás szerinti – első napja, másképp a „hét feje” vagy eleje. A bibliai hagyomány szerint a hét második napja, s többek között az arab országokban, az Amerikai Egyesült Államokban, Görögországban, Grúziában, Iránban, Izraelben, Kanadában, Örményországban és Portugáliában ma is annak számít.
A hétfő a bibliai teremtéstörténet második napja, ennek megfelelően a római katolikus naptár is „Feria Secunda” (második ünnepnap) néven hivatkozik rá, görög neve pedig Δευτέρα (deutera), azaz „második”.
A római hagyomány a hétfőhöz a Holdat rendeli, ezért a legtöbb nyelvben ez a nap „a Hold napja” (lásd az angol Monday, a francia lundi, az olasz lunedì vagy a román luni kifejezést (a latin nyelvben a Hold neve Luna).

## A hétfő más nyelvekben
Azokban az országokban, ahol a hét a vasárnappal kezdődik, a hét második napja a hétfő.
Újlatin nyelvekben
- olasz:	lunedi
- spanyol: lunes
- francia: lundi
- román:	luni
- katalán: dilluns

Germán nyelvekben
- angol:	Monday
- német:	Montag
- holland: maandag
- svéd: måndag
- norvég: mandag
- dán: mandag

Szláv nyelvekben
- orosz:	понедельник
- bolgár: понеделник
- lengyel: poniedziałek
- cseh: pondělí
- szlovák: pondelok
- horvát: ponedjeljak

## Egyéb
- A hétfői nap Garfield, a macska egyik legnagyobb bosszúsága; ha csak teheti, átalussza.